# آرثر شيربيوس

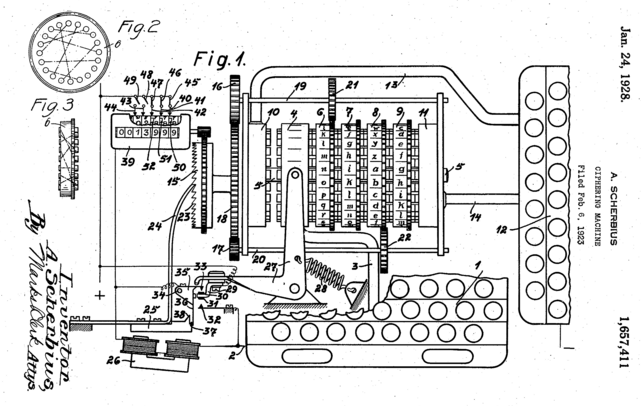
اختراع آلة إنجما لشيربيوس، (براءة اختراع (1657411))، منحت في عام 1928

آرثر شيربيوس (بالألمانية: Arthur Scherbius) مهندس كهربائي ألماني 1878-1929، اخترع آلة تعمية، بيعت لاحقًا تحت اسم آلة إنجما.
أسس شيربيوس في عام 1918 شركة شيربيوس وريتر. اخترع العديد من الاختراعات، مثل المحرك الحثي، الوسادة الكهربائية، وبعض قطع التسخين السيراميكية. وارتبط اسمه مع مبدأ شيربيوس للمحركات الحثية.
قدم شيربيوس طلب براءة اختراع (23 شباط 1918) من أجل آلة تعمية تعتمد على دواليب دوّارة موصلة كهربائيًا، فيما عرف لاحقًا بالآلة الدوّارة. اشترت شركة شيربيوس وريتر أيضًا حقوق براءة اختراع أخرى لآلة دوارة من هيجو كوخ في عام 1919. كان العمل بطيئًا كفايةً وأعيد تنظيم الشركة مرتين في 1920.
تم تسويق آلة التعمية من شركة شيربيوس تجاريًا تحت اسم إنجما. وكان هناك العديد من النماذج التجارية، واعتمدت البحرية الألمانية واحدًا منها (النسخة المعدلة) في عام 1926. اعتمد الجيش الألماني أيضًا نفس الآلة (بنسخة معدلة أيضًا) بعد عدة سنوات. توفي شيربيوس إثر حادث عربة في عام 1929.